# Glória Pires
Glória Pires (nome completo: Glória Maria Claudia Pires De Morais; Rio de Janeiro, 23 agosto 1963) è un'attrice brasiliana. Ha ottenuto numerosi riconoscimenti per il talento espresso in film e telenovelas.

## Biografia
Figlia d'arte (il padre era l'attore comico Antonio Carlos Pires), Glória Pires ha debuttato in una telenovela di TV Exclesior nel 1968, dunque a soli cinque anni. Per circa un lustro ha lavorato ancora nelle telenovelas di questa emittente, sostenendo ruoli modesti. Nel 1975 è approdata a Rede Globo, dove ha acquisito visibilità con la partecipazione a due telenovelas di successo, Duas Vidas e Dancin' Days: in quest'ultima ha svolto la parte della figlia della protagonista (Sônia Braga). Subito dopo l'attrice è stata protagonista assoluta della telenovela Fiore selvaggio, dando volto alla contadina analfabeta Zuca; il partner Fábio Jr. è divenuto poi suo marito. I due sono stati ingaggiati in seguito per Agua Viva, dove hanno affiancato i protagonisti Reginaldo Faria e Betty Faria. Dal 1981 l'attrice è stata impegnata anche sul grande schermo, facendosi dirigere da importanti registi tra cui Fábio Barreto, che nel 1995 le ha affidato il ruolo di Pierina nella pellicola cult O Quatrilho - Il quadriglio.
Occasionalmente cantante, la si ricorda per Petala, canzone eseguita in duetto con Djavan.
Nel 2007 ha ottenuto il Troféu Mário Lago.
Nel 2013 ha interpretato insieme a Miranda Otto la coppia di lesbiche nel film Reaching for the Moon, per la regia di Bruno Barreto.

## Vita privata
Il matrimonio di Glória Pires con Fábio Jr., dal quale è nata una figlia (l'attrice Cleo Pires), è terminato con un divorzio. 
Glória Pires ha sposato in seconde nozze il musicista Orlando Morais e con lui ha messo al mondo tre figli, Antonia (cantante e attrice), Ana e Bento.

## Filmografia

### Cinema
- Índia, a Filha do Sol, regia di Fábio Barreto (1982)
- Memórias do Cárcere, regia di Nelson Pereira dos Santos (1984)
- Besame Mucho (1987)
- Jorge, um Brasileiro (1988)
- O Quatrilho - Il quadriglio (O Quatrilho), regia di Fábio Barreto (1995)
- O Guarani (1996)
- Pequeno Dicionário Amoroso (1997)
- A Partilha (2001)
- Se Eu Fosse Você (2006)
- O Primo Basílio (2007)
- Se Eu Fosse Você 2  (2008)
- É Proibido Fumar (2009)
- Lula, o Filho do Brasil (2009)
- Reaching for the Moon (2013)

### Televisione
- A Pequena Órfã (1968)
- Faça Humor, Não Faça Guerra (1970)
- Caso Especial (episodio: "Sombra da Suspeita") (1972)
- Chico em Quadrinhos (1972)
- Selva de Pedra (1972)
- Chico City (1973)
- Satiricom (1973)
- O Semideus (1973)
- Duas Vidas (1976)
- Dancin' Days (1978)
- Fiore selvaggio (Cabocla) (1979)
- As Três Marias (1980)
- Agua Viva (Água Viva) (1980)
- Vite rubate (Louco amor) (1983)
- Partido Alto (1984)
- Il vento e il tempo (O Tempo e o Vento) (1985)
- Diritto di amare (Direito de Amar) (1987)
- Senza scrupoli (Vale tudo) (1988)
- Mico Preto (1990)
- O Dono do Mundo (1991)
- Donne di sabbia (Mulheres de Areia) (1993)
- Memorial de Maria Moura (1994)
- O Rei do Gado (1996)
- Anjo Mau (1997)
- Suave Veneno (1999)
- Desejos de Mulher (2002)
- Belíssima (2005)
- Paraíso Tropical (2007)
- Insensato Coração (2011)
- As Brasileiras (episodio: "A Mamãe da Barra") (2012)
- Guerra dos sexos (2012)
- Babilônia (2015)
- Terra e Paixão (2023)